# 飛翼航空
飞翼航空（英語：Wings Air）是一家獅子航空旗下的印尼航空公司，主要營運印尼國內航線。

## 目的地
- 道房县 - Rahadi Osman Airport[1]
- 古晋 - 古晋国际机场[2]
- 帕朗卡拉亚 - 吉利里乌机场[3]
- 坤甸 - 苏巴迪奥国际机场[1][2][3][4][5]
- 普图西包 - 庞苏马机场[4]
- 新当 - Tebelian Airport[4]
- 泗水 - 朱安达国际机场[5]

## 機隊
截至2017年2月，飞翼航空機隊如下：

## Fly is Cheap口號
飞翼航空曾使「Fly is Cheap」作為其公司口號，使很快改為「Flying is Cheap」。Fly is Cheap這口號除了英文文法上錯誤外，也引申意指航空公司提供不佳的服務，而非原本帶出飛行便宜的目的。